# 王瑞寰
王瑞寰（1904年—1992年11月3日，聖名：聖伯多錄）是天主教中國籍司鐸和中國天主教愛國會成員，因非法自選自聖成為主教被教宗絕罰。自稱為哈爾濱傳教區主教及曾擔任中國天主教愛國會副主席。

## 生平
王瑞寰出生於1904年大清帝國黑龍江賓縣。1936年畢業於吉林神學院，並晉鐸。
1959年，王瑞寰未經聖座准許，在黑龍江省天主教第一屆代表大會上選為哈爾濱傳教區主教。同年7月12日，由中國天主教愛國會主席奉天總教區總主教皮漱石為他非法自選自聖晉牧，自稱是哈爾濱傳教區正權主教。事後，因為王瑞寰在未獲得時任教宗若望二十三世准許，自選自聖違反《天主教法典》被絕罰。
1986年至1992年間，擔任中國天主教主教團副團長。1992年11月3日，出任中國天主教主教團顧問。同年，王瑞寰在中國去世，享年88歲。直至王瑞寰死後，仍未獲得教宗認可和赦免。